# John Errol Chandos Aberdeen
John Errol Chandos Aberdeen ( 1913-1996 ) fue un micólogo Australiano.

## Algunas publicaciones
- 1958. Quantitative studies on the effects of a number of factors which influence the distribution of fungi in soil and rhizospheres. University of Queensland. 221 pp.

- 1955. Quantitative methods for estimating the distribution of soil fungi. Volumen 3, Nº 11 de Papers. 96 pp.

- 1949. Investigations on the phytotoxicity of Bordeaux mixture (4.4.40) with special reference to tomatoes. University of Queensland. 65 pp.

- 1936. Sooty moulds: with special reference to specimens occurring in Queensland. University of Queensland. 361 pp.

- La abreviatura «Aberdeen» se emplea para indicar a John Errol Chandos Aberdeen como autoridad en la descripción y clasificación científica de los vegetales.[1]